# Lidzbark
Lidzbark é um município da Polônia, na voivodia da Vármia-Masúria e no condado de Działdowo. Estende-se por uma área de 5,68 km², com 7 900 habitantes, segundo os censos de 2017, com uma densidade de 1390,8 hab/km².